# Susan Jeffers
Susan Jeffers (* 3. März 1938 in Hazleton, Pennsylvania als Susan Gildenberg; † 27. Oktober 2012 in Los Angeles, Kalifornien) war eine US-amerikanische Psychologin und Autorin von Selbsthilfeliteratur. Ihr erstes und wohl auch bekanntestes Buch veröffentlichte sie 1987 unter dem Originaltitel Feel the Fear and Do It Anyway. Es wurde in mehrere Sprachen übersetzt, auf Deutsch ist es unter dem Titel Selbstvertrauen gewinnen: Die Angst vor der Angst verlieren erschienen.